# Accord de gestion et de traitement du plutonium
L'Accord de gestion et de traitement du plutonium (en anglais : Plutonium Management and Disposition Agreement ou PMDA) est un contrat entre les États-Unis et la Russie signé une première fois en l'an 2000. 
L'objectif de cet accord est de retraiter du plutonium issu de la Guerre froide en combustible MOX pouvant être utilisé par l'industrie électronucléaire. Chaque partie doit recycler 34 tonnes de plutonium
Le 13 avril 2010, un nouvel accord similaire est signé par la secrétaire d'Etat Hillary Clinton et le ministre russe des Affaires étrangères Sergueï Lavrov, car l'accord initial n'a alors pas encore été mis en œuvre. Le lendemain, le président Barack Obama salue la décision de Dmitri Medvedev de fermer le dernier réacteur russe de production de plutonium militaire nucléaire en Sibérie[réf. souhaitée].
Pour des raisons économiques, les États-Unis n'ont pas recyclé comme prévu leur plutonium en combustible Mox sur le site nucléaire de Savannah River, mais enfoui de manière réversible,. Le 3 octobre 2016,  Vladimir Poutine ordonne de suspendre ce contrat, puisque les Etats-Unis ne respectent pas leurs engagements.